# István Kovács (àrbitre)
István Kovács (Carei, 16 de setembre de 1984) és un àrbitre de futbol romanès que dirigeix principalment a la Lliga I. Ha estat internacional complet de la FIFA des del 2018 i àrbitre d'elit de la UEFA des del 2019.

## Carrera
Kovács va ser seleccionat per a l'Eurocopa 2020 conjuntament amb el seu compatriota Ovidiu Hațegan. Va estar a càrrec d'un partit de la fase de grups entre els Països Baixos i Macedònia del Nord.
El 26 d'abril de 2022, Kovács va oficiar el partit d'anada de la semifinal de la UEFA Champions League entre el Manchester City i el Reial Madrid, que els anglesos van guanyar per 4–3. Després d'una bona actuació, Kovács va ser elogiat pels mitjans de comunicació sobretot per l'avantatge deixat abans del gol de Bernardo Silva. Com a recompensa, el Comitè d'Àrbitres de la UEFA el va escollir per oficiar la final de la UEFA Europa Conference League 2022.
El 25 de maig de 2022, Kovács va ser el responsable de la final de la UEFA Europa Conference League 2022 entre l'AS Roma i el Feyenoord, la primera final d'aquesta competició.
István Kovács va ser nomenat per a la Copa del Món de la FIFA 2022 juntament amb els seus àrbitres assistents compatriotes Vasile Marinescu i Mihai Artene. Va ser el quart àrbitre en vuit partits, però no va arbitrar cap partit del torneig.
El 19 de gener de 2023, Kovács va arbitrar la final de la 25a Copa del Golf Aràbiga entre l'Iraq i Oman.
El gener de 2023, va ser un dels sis oficials de partit designats per a la Copa del Món de Clubs de la FIFA 2022 al Marroc. El 7 de febrer, va supervisar la semifinal entre Flamengo i Al Hilal.
El juny de 2023, Kovács va ser nomenat quart oficial de la final de la UEFA Champions League.
El maig de 2024, va ser seleccionat per la UEFA per arbitrar la final de la UEFA Europa League entre l'Atalanta i el Bayer Leverkusen.

## Vida personal
Nascut a Carei de pare hongarès i mare suaba, Kovács té doble ciutadania, havent adquirit la nacionalitat hongaresa el 2011. El seu germà petit, Szabolcs, també és àrbitre a la Lliga I.

## Palmarès
- Ciutadà d'Honor de Carei (2023)[21]